# Antyferroelektryk

Podwójna pętla histerezy elektrycznej

Antyferroelektryk – dielektryk niewykazujący spontanicznej polaryzacji przy braku zewnętrznego pola elektrycznego, ale posiadający wewnętrzne uporządkowanie elektrycznych momentów dipolowych: wypadkowe momenty sąsiednich komórek elementarnych są ułożone przeciwrównolegle.
Nie jest ferroelektrykiem, ale również wykazuje dużą skokową zmianę przenikalności elektrycznej przy przemianie fazowej, w charakterystycznych dla danego materiału temperaturze i natężeniu pola elektrycznego. Cechuje go nietypowa, podwójna pętla histerezy dielektrycznej.
Relacja pomiędzy ferroelektrycznością a antyferroelektrycznością jest analogiczna do relacji między ferromagnetyzmem a antyferromagnetyzmem. Kryształ antyferroelektryczny można uznać za złożony z dwóch podsieci spolaryzowanych przeciwrównolegle; wzajemne znoszenie się ich momentów dipolowych sprawia, że kryształ jako całość nie jest spolaryzowany w zerowym zewnętrznym polu elektrycznym.
Przykładami antyferroelektryków są: tlenek wolframu(VI), diwodorofosforan amonu, tytanian wapnia oraz niobian i tantalan sodu.
Antyferroelektryki znajdują zastosowanie w mikroukładach elektromechanicznych i optoelektronice.